# Эсакия, Леонард Дмитриевич
Ле́о (Леона́рд Дми́триевич) Эса́кия (27 февраля 1890, Кутаиси — 27 июня 1969) — советский и грузинский актёр, кинорежиссёр и сценарист. Член КПСС с 1928 года. Народный артист Грузинской ССР (1966).

## Фильмография

### Режиссёрские работы
- 1928 — Верхом на «Хольте»
- 1930 — Американка
- 1932 — Шакир
- 1936 — Крылатый маляр
- 1941 — Девушка с того берега
- 1956 — Баши-Ачук
- 1959 — Нино
- 1961 — Рассказ нищего
- 1968 — Абесалом и Этери

### Сценарии
- 1928 — Верхом на «Хольте»
- 1936 — Крылатый маляр

## Награды
- Орден Трудового Красного Знамени (1946).
- Народный артист Грузинской ССР (1966).